# Ouyang Xiu
Ouyang Xiu (chinês tradicional: 歐陽修, chinês simplificado: 欧阳修, Wade-Giles: Ou-yang Hsiu, 1007 — 22 de Setembro de 1072(A)) foi um estadista, historiador, ensaísta e poeta chinês da dinastia Song. Também conhecido por Yongshu, Ouyang apelidou-se O Velho Ébrio (醉翁) ou O Acadêmico Aposentado do Um dos Seis (六一居士)(B), quando idoso. Devido à natureza multifacetada de seus talentos, ele seria considerado no Ocidente como um homem renascentista ou polímata.
Ouyang foi um dos maiores articuladores das reformas Qingli nos idos de 1040 e comandou a criação da Nova História da Dinastia Tang. Também foi considerado um dos maiores mestres da prosa das eras Tang e Song. Também foi um notável escritor das poesias shi e ci.